# Igiene dell'assassino
Igiene dell'assassino (Hygiène de l'assassin) è il primo romanzo di Amélie Nothomb pubblicato nel 1992.

## Trama
Il premio Nobel per la letteratura Prétextat Tach è affetto dalla rarissima "sindrome di Elzenveiverplatz", un cancro alle cartilagini (il nome è inventato dall'autrice) che gli lascia solo due mesi di vita. La stampa di tutto il mondo implora un'intervista con lo scrittore, recluso da anni. Il segretario di Tach fissa un incontro al giorno: quattro giornalisti si succedono dal 14 al 17 gennaio 1991, nei giorni in cui scade l'ultimatum per la prima guerra del Golfo. Dagli incontri emerge uno scrittore misogino, cinico, intollerante e provocatore; accolto in una stanza buia, il giornalista è messo fin da principio a disagio ed è in breve tempo distrutto dalla dialettica sadica e spietata del premio Nobel. 
Il 18 gennaio si presenta una giornalista e i ruoli sembrano invertirsi. A differenza dei precedenti, la giornalista mostra di conoscere bene lo scrittore, di aver letto i suoi libri, e imposta l'intervista con uno scopo preciso: scavare nel passato di Tach, ispirata dal suo unico racconto lasciato incompiuto e presumibilmente autobiografico, intitolato proprio Igiene dell'assassino.
Il libro è scritto quasi interamente in forma di dialogo.

## Opere derivate
Dal romanzo è stato tratto in Francia il film  Hygiène de l'assassin (1999) di François Ruggieri.

## Alcune edizioni
- Amélie Nothomb, Igiene dell'assassino, traduzione di Biancamaria Bruno, collana Amazzoni, Edizioni Voland, 1997,  p. 155, ISBN 978-88-88700-58-8.
- Amélie Nothomb, Igiene dell'assassino, traduzione di Biancamaria Bruno, collana le Fenici Tascabili, Guanda, 2002,  p. 175, ISBN 88-8246-366-4.